# ソフィーの選択
『ソフィーの選択』（ソフィーのせんたく、Sophie's Choice）は、ウィリアム・スタイロンの小説（1979年）である。また、それを原作にした映画（1982年）。ナチスによるホロコーストを題材に取った作品。
小説はピューリッツァー賞を受賞した。映画はメリル・ストリープがヒロインを演じ、第55回アカデミー賞と第40回ゴールデングローブ賞の主演女優賞を受賞した（後述）。

## 小説

### 日本語訳
- ウィリアム・スタイロン『ソフィーの選択［上］』（大浦暁生訳）新潮文庫、1991年。ISBN 4102360018
- ウィリアム・スタイロン『ソフィーの選択［下］』（大浦暁生訳）新潮文庫、1991年。ISBN 4102360026

上下巻ともに現在は絶版。

## 映画

### あらすじ
1947年、アメリカ合衆国南部の田舎町に住む、スティンゴというあだ名で呼ばれる青年 (ピーター・マクニコル) は、作家になることを夢見ていた。まだ恋愛も知らず井の中の蛙であったスティンゴは、わずかなお金をもって自分探しの旅をするべく故郷を後にする。列車でニューヨークに向かい、ブルックリンで安住まいを見つける。ピンク・パレスと呼ばれるピンク一色のアパートで荷を解いたスティンゴは、まだ開け放してあった自室のドアのむこうの大階段で怒鳴り散らしている男と泣きすがる女の声を聞き、何事かと様子を観に行く。それが、ソフィー (メリル・ストリープ) とネイサン (ケヴィン・クライン) との出逢いだった。
怒鳴り散らしてアパートを出て行ったネイサンだったが、その夜のうちに戻ってきて、ソフィーに謝罪の言葉を述べ、翌朝にはスティンゴにも「夕べは悪かった」と握手を求める。 そして2人はスティンゴに彼らの部屋で朝食をとってから一緒にコニー・アイランドに遊びに出掛けようと提案する。彼らの部屋でカップルは、馴れ初めや身の上をスティンゴに語る。
ソフィーにはアウシュヴィッツ強制収容所にいた経験があると言う。収容所から解放された1年半後、アメリカに暮らし始めていたのに、まだ案山子の様に衰弱していたソフィーは、ある日、ブルックリン大学の図書館でエミリー・ディキンソンの詩集を探している時、貧血で倒れてしまい、その場に偶然居合わせたネイサンに助けられ、2人は「奇跡の出会い」を果たす。 ネイサンはタクシーでソフィーを自分のアパートに連れて帰り、2人はそのまま一緒に暮らすようになる。ネイサンは、ハーバード大学の修士号を持つ生物学者で現在製薬会社ファイザーの研究所に勤務しているという。ポーランドで育ったソフィーは幼い日、母国語であるポーランド語以外にドイツ語、フランス語、ロシア語、ハンガリー語を父から教わったが、英語はと言うと、まだ完璧に話せないでいる。スラブ系言語の話者が持つ訛りたっぷりに話し、時に英単語を間違えたり、記憶した単語を頭の奥から引っ張り出すのに少し時間を要したりすることもある。
或る夜、ネイサンの帰りが遅く、不安にかられたソフィーは、階下のスティンゴに、上に来て一杯飲まないかと誘いの声をかける。スティンゴは母親を12歳の時に亡くした話をし、ソフィーは自分が結婚していたことやその夫や自分の父親が銃殺された話、そして結核だった母に精をつけるものを食べさせようと闇市でハムを入手し、結局はドイツ兵に捕まりアウシュビッツに送られた話、やがて救出されスウェーデンの難民キャンプに移されたが、自由を手に入れたにもかかわらず、主イエスに見捨てられたと感じたため、教会で自殺を図った話などをし、手首に刻まれた傷をスティンゴに見せる。彼女の腕には収容所時代の数字の刻印も消えることなく残っている。　
その後も3人の奇妙な関係は続く。スティンゴはソフィーに対しては守るべき女神の様に横恋慕する一方、自由闊達なネイサンの人間性にも惹かれ、ネイサンとソフィーの事を親友と位置付けるようになる。が、ネイサンは時に逆上し、ソフィーやスティンゴを口汚く罵ることもある。
ある日、ネイサンは2人に、ノーベル賞クラスの研究を成し遂げたと打ち明け、2人はネイサンの為に祝杯を上げようと贈り物とシャンパンを用意し、盛装してネイサンの帰りを待つ。所が、夜になって帰宅したネイサンは、昼間、ソフィーが、毎週彼女が通っている脊柱指圧療法の専門医に家まで車で送ってもらって帰って来たのを見ており、嫉妬から、ソフィーを売春婦呼ばわりしたあげく、ソフィーの贈り物をシャンパンのグラスに沈めると今度は矛先をスティンゴに向け、彼の小説を「死んだ母親への思い入れたっぷりの自己憐憫」と扱き下ろす。 
翌日、スティンゴは、ネイサンとソフィーが別々に出て行ったことを家主から聞く。 スティンゴがソフィーの職場に電話すると、ソフィーは電話で欠勤を告げてきたという。ソフィーの居場所を探すスティンゴは、ブルックリン大学の教授に行き着き、その教授と話している内に、偶然、ソフィーの身の上話に大きな嘘が有ることを知ってしまう。 ソフィーの父親は反ナチではなく実はナチの崇拝者だと云うのだ。 信じられないでいるスティンゴに、教授は証拠として手元に有った1冊の本の記述を見せる。
その夜、残りの荷物を取りに来たソフィーにスティンゴは「真実を教えてくれ」と頼むが、ソフィーは「真実が常に理解を助けるとは限らない」、「何が真実なのか分からない。随分沢山の嘘を吐いたから。」と言いつつも、父との思い出、そしてワルシャワでの以前の恋人ヨーゼフとの思い出を語り始める。 
1938年の冬、既に成人していたソフィーは、父が何週間もかけて纏めた「ポーランドにおけるユダヤ人問題」という演説の草稿を口述した物をタイプさせられていた。その中で繰り返し出て来る言葉が有ることに気付く – 「抹殺」という解決方法。
恋人ヨーゼフはゲシュタポに喉を切られて殺されてしまう。ソフィーは逮捕され、亡夫との間の子供2人と共にアウシュビッツに送られた。息子ヤンは児童収容所へ、娘のエヴァは3号焼却炉へ送られ抹殺されたと云う。 ソフィー本人は、ドイツ語を話せたことと秘書業務に長けていたことからアウシュビッツ強制収容所所長、ルドルフ・ヘスの秘書となるが、ヘスが左遷されることになり、ソフィーも任務を解かれ3号棟に戻された、とソフィーは話す。
ある日、ネイサンの兄、ラリー (スティーブン・D・ニューマン) からスティンゴに話したいことがあると電話がくる。ラリーは、ネイサンは妄想性分裂症なのだと打ち明ける。10歳までは小学校の教師たちからも天才と期待されていたが、その後はずっと療養施設に通っていたと話す。ハーバード大学卒業と言うのも生物学者だというのも弟の妄想でしかないという。
数カ月、時には数年間も発症しない時もあること、そしてコカインや麻薬を使用していることも説明した後、ラリーはスティンゴに、弟がどんな様子か時々電話で知らせて欲しいと頼む。スティンゴは親友だからとその役を引き受ける。
その夜、ネイサンは御機嫌で、スティンゴの面前でソフィーに求婚し、10月にスティンゴの故郷である南部で結婚式を挙げたいと宣言する。そしてスティンゴに新郎介添人になって欲しいとも。ソフィーは幸福に溢れていた。
ある日、家主であるジンマーマン夫人が「ネイサンが、その研究チームがポリオの治療薬を発見したとこっそり教えてくれた」と興奮気味にスティンゴに話す。その直後、別の人からネイサンが「スティンゴと話を付ける」と息巻いていたと聞く。そこへソフィーが飛び込んで来る。ピストルを持ったネイサンから逃げ帰って来たと言う。ネイサンは何処からか電話をかけて来て「お前ら二人を殺してやる」と罵り喚き散らし、電話口からは空砲を撃つ音さえ聞こえる。スティンゴは懸命にネイサンをなだめようとするが無理だと悟り、自分たちの身を守るべく、ソフィーを連れて列車でワシントンに避難する。列車の席に座り、「あそこに居たら殺られたよ」と言うスティンゴにソフィーは「死ぬのは怖くない、彼が一人だけで死ぬのが怖い」と言う。
ホテルの一室で、スティンゴはソフィーに本心を打ち明け、求婚。故郷、バージニアの農場で2人で暮らす夢を語る。 しかしソフィーは、農場で一緒に暮らしても良いが結婚はしたくないし、自分はスティンゴの子供の母親としてふさわしくない、と言う。そしてその理由を、本当の真実を、スティンゴに話す。アウシュビッツでの忌まわしい思い出を。誰にも話すことのなかった、アウシュビッツでの悲痛な選択と子供たちとの永遠の別れについてを。
30過ぎのソフィーと22歳のスティンゴはその夜、情熱的に愛を交わし、スティンゴは童貞を喪失する。しかし、翌朝、スティンゴが目を覚ますとベッドにはソフィーの姿はなく、「ネイサンの元に戻る。目覚めた時、罪の意識に苛まれた。」と云う旨の書き置きが残されていた。
ブルックリンのアパートに戻ったスティンゴが目にした光景は、ピンク・パレスの入り口周辺を埋め尽くす人だかりとその前に停められているパトカー。スティンゴは、野次馬の話し声から、ソフィーとネイサンが青酸カリで自殺を図ったことを知る。
ネイサンの兄、ラリーに促されてネイサンらの部屋に入ると、ベッドの上でネイサンの腕に包まれて横たわっている青白いソフィーの姿が有った。その姿は、死んだ2人の思い出の女流詩人、エミリー・ディキンソンの詩の一説をなぞっているかの様だった。　
スティンゴは、自分探しの旅を終え、ブルックリンを去る。ブルックリン橋を一人で歩くスティンゴの姿が物語の終わりとなる。

### スタッフ
- 監督：アラン・J・パクラ
- 製作：アラン・J・パクラ、キース・バリッシュ
- 製作総指揮：マーティン・スターガー
- 原作：ウィリアム・スタイロン
- 脚本：アラン・J・パクラ
- 撮影：ネストール・アルメンドロス
- 音楽：マーヴィン・ハムリッシュ

### キャスト
| 役名       | 俳優                         | 日本語吹替   | 日本語吹替 |
| 役名       | 俳優                         | 日本テレビ版 | ソフト版   |
| ---------- | ---------------------------- | ------------ | ---------- |
| ソフィー   | メリル・ストリープ           | 池田昌子     | 日野由利加 |
| ネイサン   | ケヴィン・クライン           | 野沢那智     | 檀臣幸     |
| スティンゴ | ピーター・マクニコル         | 中尾隆聖     | 石原由宇   |
| エッタ     | リタ・カリン                 | 寺島信子     | 渡辺真砂子 |
| ラリー     | スティーヴン・D・ニューマン  | 坂口芳貞     | 後藤光祐   |
| レスリー   | グレタ・ターケン             | 滝沢久美子   |            |
| モリス     | ジョシュ・モステル           | 嶋俊介       |            |
| リリアン   | ロビン・バートレット         | 荘司美代子   |            |
| ヘス       | ギュンター・マリア・ハルマー | 阪脩         | 牛山茂     |
| ナレーター | ジョセフ・ソマー             |              |            |

- 日本テレビ版吹き替え：初回放送1988年2月19日『金曜ロードショー』

その他吹き替え：佐々木優子、加藤正之、小島敏彦、山田礼子、池田勝、秋元羊介
演出：佐藤敏夫、翻訳：宇津木道子、調整：小野敦志、製作：東北新社
- ソフト版吹き替え：BD(2013年発売)・DVD(2016年発売)に収録

演出：宇出喜美、翻訳：平田勝茂

## 受賞とノミネート
| 賞                   | 部門                     | 候補者                     | 結果       |
| -------------------- | ------------------------ | -------------------------- | ---------- |
| アカデミー賞         | 主演女優賞               | メリル・ストリープ         | 受賞       |
| アカデミー賞         | 脚色賞                   | アラン・J・パクラ          | ノミネート |
| アカデミー賞         | 作曲賞                   | マーヴィン・ハムリッシュ   | ノミネート |
| アカデミー賞         | 撮影賞                   | ネストール・アルメンドロス | ノミネート |
| アカデミー賞         | 衣裳デザイン賞           | アルバート・ウォルスキー   | ノミネート |
| 英国アカデミー賞     | 主演女優賞               | メリル・ストリープ         | ノミネート |
| 英国アカデミー賞     | 最優秀新人賞             | ケヴィン・クライン         | ノミネート |
| ゴールデングローブ賞 | 主演女優賞（ドラマ部門） | メリル・ストリープ         | 受賞       |
| ゴールデングローブ賞 | 作品賞（ドラマ部門）     | --                         | ノミネート |
| ゴールデングローブ賞 | 新人男優賞               | ケヴィン・クライン         | ノミネート |